# Dietrich-Bonhoeffer-Gemeindezentrum Huchting
Das evangelische Dietrich-Bonhoeffer-Gemeindezentrum Huchting in Bremen-Huchting, Ortsteil Mittelshuchting, Heinrich-Plett-Allee 27 / Luxemburger Straße 29, stammt von 1971.
Das Bauwerk steht seit 2019 unter Bremischen Denkmalschutz.

## Geschichte
In Mittelshuchting wurde in den 1960er Jahren durch die Gewoba eine große Wohnsiedlung gebaut, das durch Einkaufszentrum, Schule und Kirche ergänzt werden musste.
Die eingeschossigen Gebäude aus Sichtbeton mit der dominanten Kirche und dem Gemeindezentrum wurde 1968/71 nach Plänen von Carsten Schröck gebaut. Frei Otto beeinflusste die gewählte Seilnetzdachkonstruktion wie auch bei der St.-Lukas-Kirche (Bremen-Grolland). Die Seilnetzkonstruktion beschränkte sich auf das Dach und wurde zwischen zwei hohen und drei niedrigen Betonpylonen als gewölbtes Dach eingespannt. Durch eine spätere bauliche Erweiterung des Gemeindezentrums wurde die plastische Wirkung des Kirchenbaus beeinträchtigt.
Das Landesamt für Denkmalpflege Bremen befand: „Charakteristisch für Schröcks Schaffen ist das Streben nach entschieden modernen, spektakulären Gebäudeformen. ... Der ‚Mehrzweckraum‘ des Dietrich-Bonhoeffer-Gemeindezentrums gewinnt sein außergewöhnliches, zeltähnliches und expressiv-skulpturales Aussehen durch die Eigenschaft als Seilnetzdachkonstruktion.“
Die Gemeinde gründete sich 1964 als Gemeinde an der Varreler Bäke. Sie wurde dann nach dem lutherischen Theologen Dietrich Bonhoeffer benannt, der als Gegner des Nationalsozialismus 1943 verhaftet und 1945 ermordet wurde. Seine modernen theologischen Ansätze waren zudem ein Grund für die Namensgebung.
Wolfgang Schiesches war seit 1964 und zur Bauzeit Pastor der Kirchengemeinde. Er versuchte ab 1968 das Leben der Kirchengemeinde revolutionär umzugestalten. Er wurde im Januar 1972 vom Dienst suspendiert und 1972 amtsenthoben. Als kommissarischer Vorstand der Gemeinde wurde Henning Scherf eingesetzt. Als Pastor folgte ihm von 1974 bis um 2002 Wulf Traugott Kruse.
Von Schröck stammen u. a. auch die beiden denkmalgeschützten Kirchen St.-Lukas in Bremen-Grolland. und die der Auferstehungsgemeinde in Bremen-Hastedt sowie die Katharinen-Hochgarage in Bremen-Mitte und das Haus der Bremischen Evangelischen Kirche am Franziuseck in Bremen.